# Фа дзя
ФА ДЗЯ е школа в китайската философия, известна още като школа на законниците (легистите), която защитава идеята за приспособеното към условията суверенно право. Поради абстрактния си и лишен от морал формализъм претърпява поражение в спора с конфуцианството. Програмата на Фа дзя е насочена към укрепване на властта и създаване на централизирана деспотична държава.
Главни представители: Гуан Джун (7 век пр. Хр.), Шан Ян (4 век пр. Хр.) и Хан Фейдзъ (3 век пр. Хр.).